# Эмма Гуркская
Эмма Гуркская (святая Эмма; нем. Hemma von Gurk; 980, Каринтия, Австрия — 27 июня 1045, Гурк, Австрия) — святая Римско-Католической Церкви, основательница монастырей, покровительница епархии Гурка.

## Биография
Святая Эмма родилась в аристократической семье, происходившей из рода Луитпольдингов, родственного императору Генриху II. В детстве Эмма воспитывалась в императорском доме в Бамберге. Она вышла замуж за графа Вильгельма Фризаха, родив двух сыновей. Во время рабочего восстания её сыновья были убиты. Вильгельм, собрав войско, жестоко подавил восставших и после в раскаянии удалился в Рим, где умер около 1036 года. Эмма, став вдовой, стала использовать наследство для основания монастырей и церквей. В 1043 году она основала бенедиктинский монастырь в городе Гурк, где она прожила последние годы своей жизни.
После её смерти в 1872 году монастырь был закрыт архиепископом Зальцбурга, который использовал имущество монастыря для организации епархии Гурка-Клагенфурта.

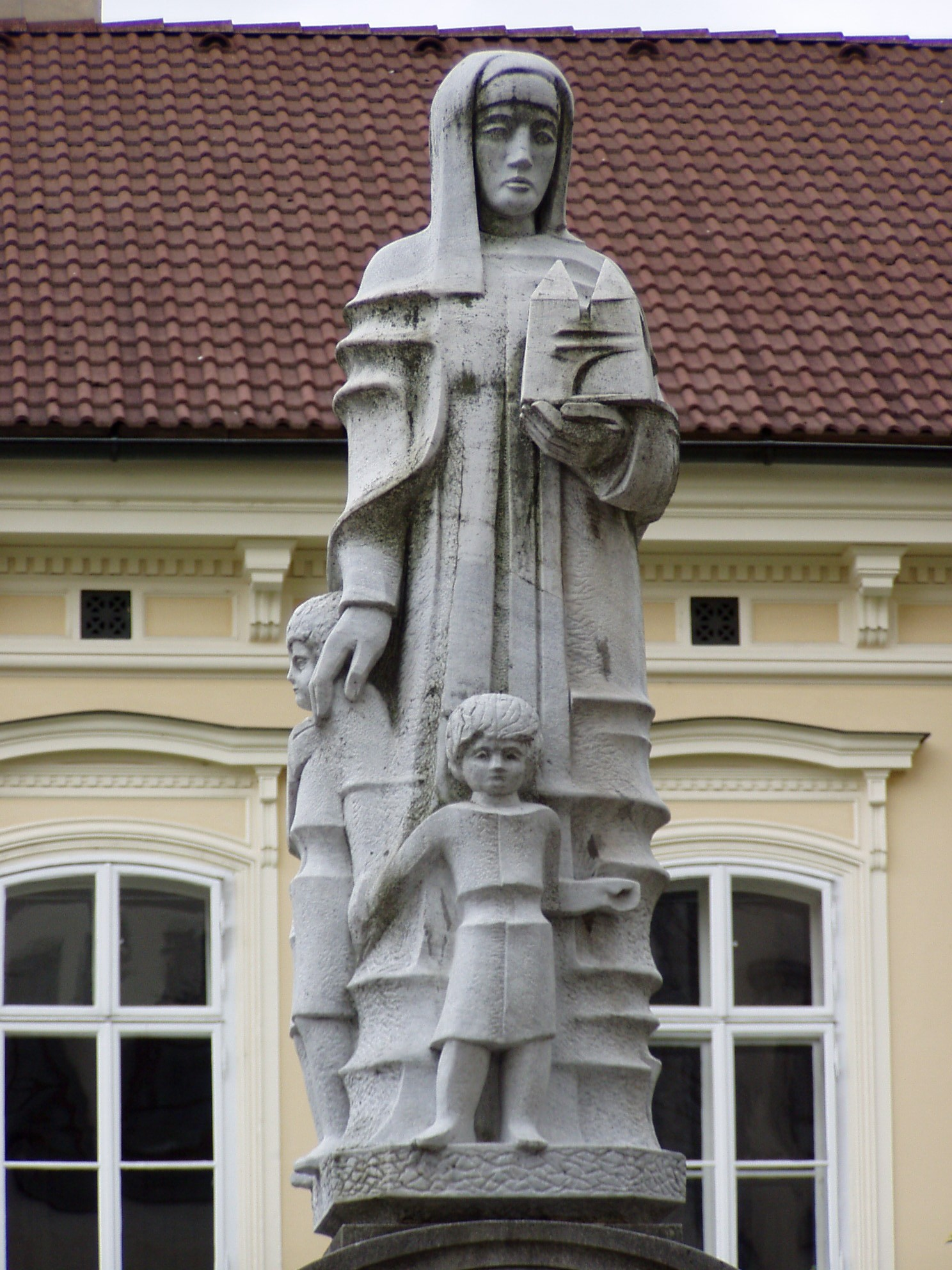
Памятник Эмме Гуркской в Клагенфурте

## Прославление
В 1287 году Эмма была беатифицирована папой Гонорием IV и канонизирована 4 января 1938 года папой Пием XI.
День памяти — 27 июня (в Австрии и Словении) и 29 июня во всей Католической Церкви.